# Elst (Utrecht)

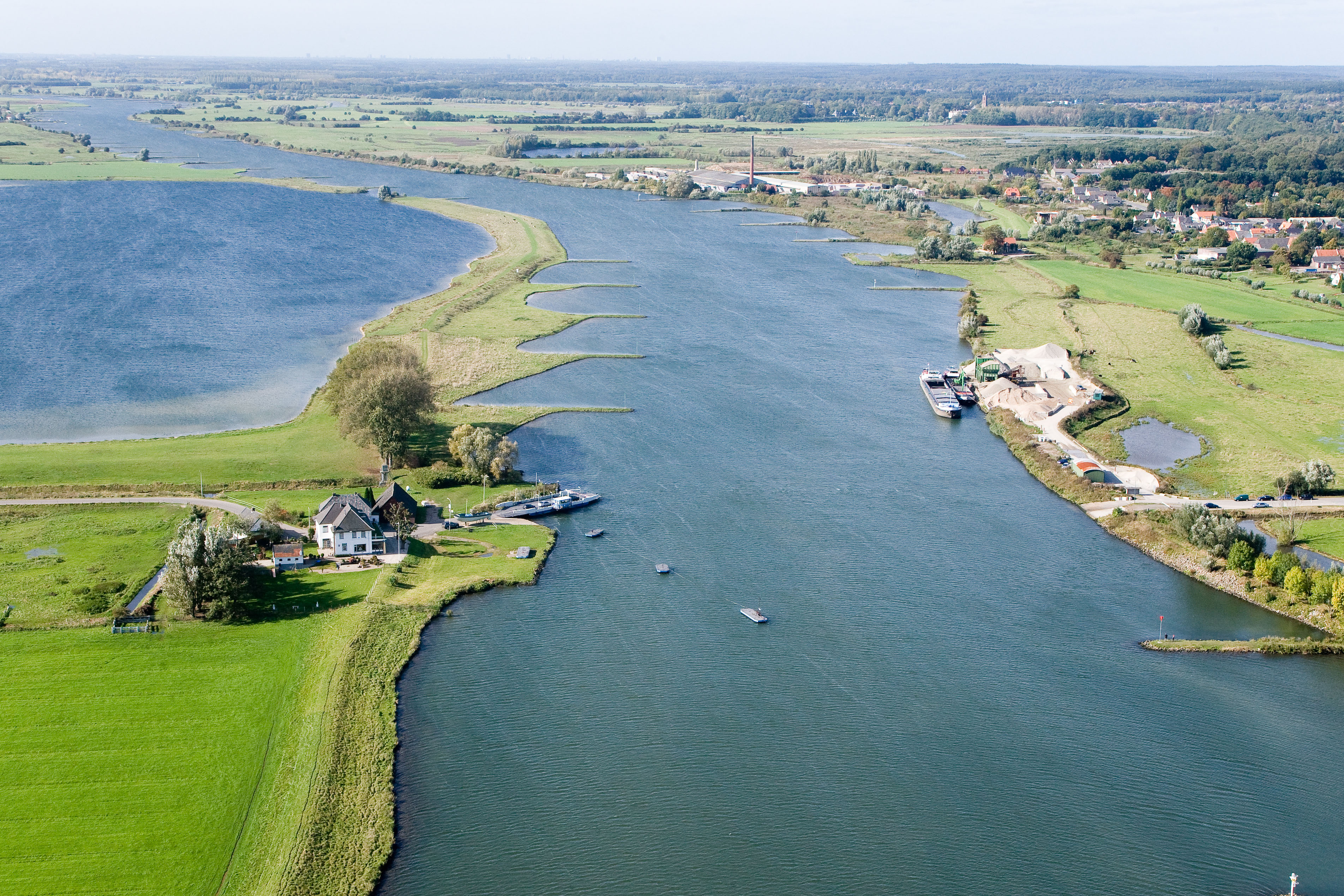
Veerpont op de Nederrijn, bij Elst

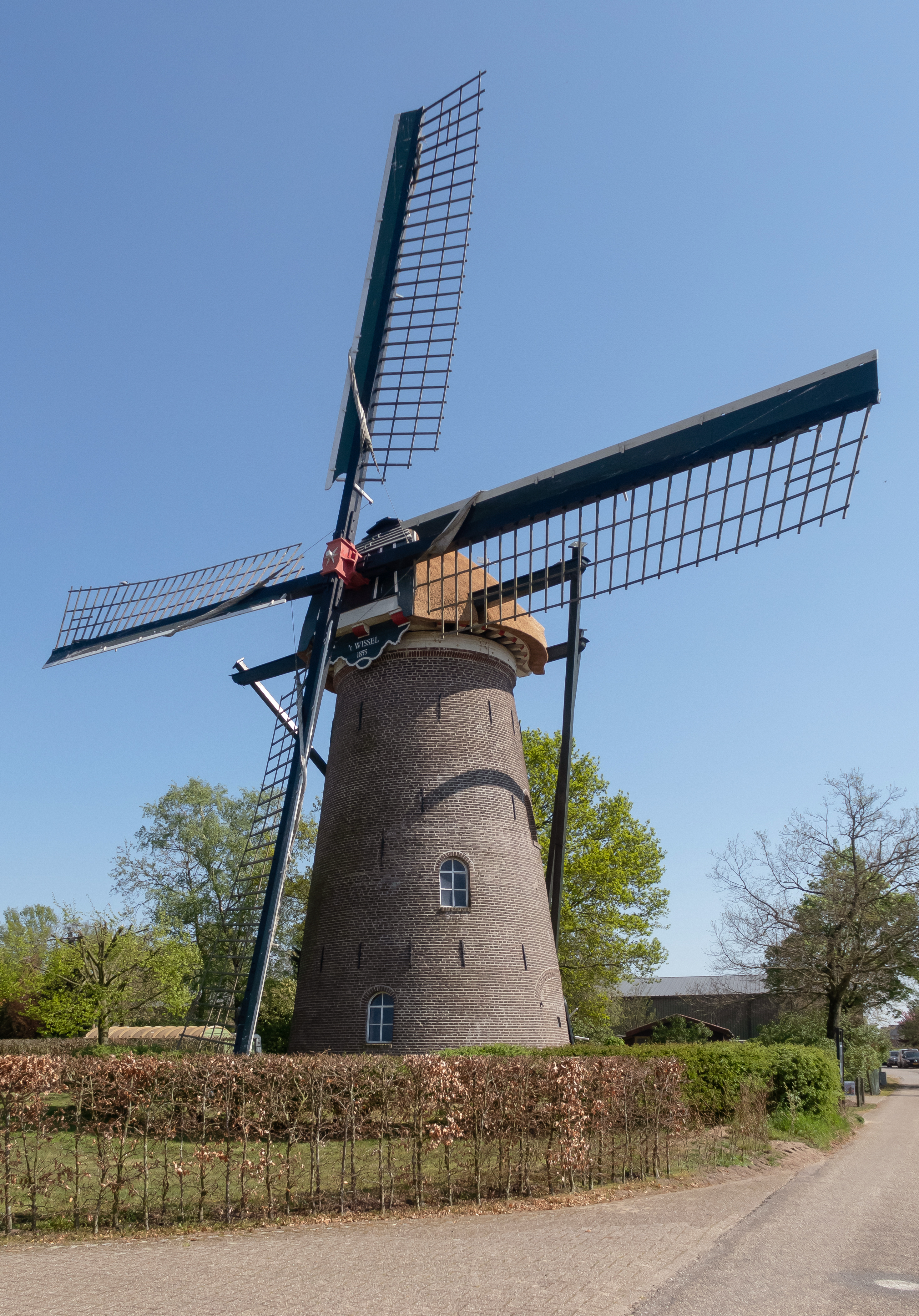
Korenmolen 't Wissel

Elst is een dorp in de Nederlandse provincie Utrecht en behoort tot de gemeente Rhenen. Het dorp heeft 4.720 inwoners (2023, CBS). Tot 1 januari 2006 behoorde een klein deel van het dorp tot de gemeente Amerongen.

## Geografie
Het dorp ligt aan de Nederrijn, aan de zuidkant van de Utrechtse Heuvelrug. Er vaart een veerpont (Geldersweert) naar de overkant van de rivier, die aansluit op de weg naar Ingen.
De Elsterberg van 63,2 meter hoog en de Galgenberg bevinden zich ten noorden van het dorp. Ten noordoosten van het dorp liggen de Prattenburgse Berg, de Sparreboomsche Berg en de Buurtsche Berg.

## Geschiedenis
In 1981 vonden in de buurt Elst-Het Woud archeologische opgravingen plaats, waarbij ruim 250 vroegmiddeleeuwse graven werden aangetroffen (waaronder vier paardengraven en een hondengraf), daterend van de vroege 5e tot midden 8e eeuw. Veel graven bevatten grafgiften. De rijkste graven met gouden en zilveren sieraden waren vrouwengraven uit de 6e eeuw. 22 graven bevatten wapens, waaronder zwaarden, schilden, bijlen en vooral speer- en pijlpunten. Bijzonder was de vondst van een houten, met brons beslagen emmer. De vondsten worden bewaard in het Provinciaal Archeologisch Depot in Utrecht.

## Bezienswaardigheden
In Elst bevindt zich de voormalige tabaksplantage Plantage Willem III. Verder heeft het dorp een kleine korenmolen, 't Wissel, die na jarenlange verwaarlozing is gerestaureerd en thans op vrijwillige basis in bedrijf is. De Nederlandse Hervormde Kerk staat er sinds 1819; Elst had in de jaren daarvoor een sterke groei doorgemaakt. De Klinkhamer is een woonhuis ontworpen door Gerrit Rietveld, gebouwd in 1949 in opdracht van de huisarts Van Ommeren. Het huis kijkt uit over de uiterwaarden.

## Religie
Het dorp kent de volgende kerkgenootschappen:
- Hervormde kerk (binnen PKN)
- Hersteld Hervormde Kerk, 227 leden.
- Gereformeerde Gemeenten in Nederland, 268 leden
- Oud Gereformeerde Gemeente in Nederland, 140 leden.

## Sport
In Elst bestaan er diverse sportverenigingen, zoals:
- Volleybalvereniging Musketiers

Volleybal Vereniging Musketiers is officieel ingeschreven bij de Kamer van Koophandel in Utrecht en heeft haar roots in de Omnivereniging SV Musketiers. Opgericht op 24 april 1972, is de volleybaltak sinds 10 juli 1989 een zelfstandige vereniging. Met een breed aanbod voor zowel recreatieve als competitieve spelers bieden zij voor iedereen een passende manier om volleybal te bleven. Op de website www.musketiers.com bieden zij meer informatie over de vereniging. 
- Voetbalvereniging Musketiers
- Voetbalvereniging Oranje-Wit
- Tennisvereniging Musketiers
- Badmintonclub Musketiers
- Dance in Elst (D.E.S.)

## Media
- De lokale omroep Dorp en streek tv, is gericht op Maarn, Maarsbergen, Renswoude, Scherpenzeel, Woudenberg, Rhenen en Elst.

## Geboren in Elst
- Henriëtte van de Poll (1853-1946), hofdame van koningin Emma

Een andere bekende inwoonster van Elst was Mies Bouwman. In de jaren 70 werd inwoner Dirk van Noort een bekende Nederlander, na zijn stellige ontkenning van het feit dat er mensen op de maan waren geweest. Deze uitspraken deed hij in het programma Showroom.